# Mont Taum Sauk
Le mont Taum Sauk est une montagne située dans l'État du Missouri aux États-Unis. C'est le point culminant de la chaîne des montagnes Saint-François située sur le plateau des monts Ozark.
Il s'agit plus d'un sommet arrondi par l'érosion du temps que d'un pic montagneux. Le sommet culmine à 540 mètres d'altitude.
Le mont Taum Sauk, tout comme le massif montagneux des montagnes Saint-François qui l'entoure, a une orogenèse volcanique, qui remonte à 1,4 milliard d'années. La roche volcanique de l'époque du Précambrien est omniprésente dans le sous-sol. Le grès, le schiste et le granite sont les principales roches constituant ses couches géologiques.